# Шанхайская группа войск ПВО
Шанхайская группа войск ПВО — временное оперативное объединение советских войск в послевоенное время, созданное для организации ПВО Китайской Народной Республики.

## Наименование
- Шанхайская группа войск ПВО
- Шанхайская группа войск
- Группа ПВО Шанхайского района

## История группы
После победы в Китае коммунистов под руководством Мао Цзэдуна в октябре 1949 года в результате Третьей гражданской войны войска Чан Кайши партии Гоминьдан были изгнаны с материковой части страны на острова, крупнейшим из которых является Тайвань (Формоза). Продолжая боевые действия против Народного Китая гоминьдановцы применяли силы авиации и флота против прибрежных городов и районов Китая, гражданских и рыболовных судов. Шанхай стал одной из основных мишеней, являясь крупным портом КНР.
ВВС КНР имели крайне низкую боеспособность и для защиты Шанхая от ударов с воздуха на основании советско-китайских договоренностей была развёрнута группировка советских войск ПВО под командованием генерал-лейтенанта Павла Фёдоровича Батицкого. Группировка создана на основании Постановления Совета Министров СССР для организации противовоздушной обороны города Шанхая 14 февраля 1950 года. Окончательное формирование группировки планировалось закончить к 23 марта 1950 года.
Группировка включала авиационную группу в составе 106-й истребительной авиационной дивизии (на самолетах МиГ-15, Ла-11), смешанный авиационный полк (Ту-2, Ил-10), 52-ю зенитную артиллерийскую дивизию, зенитный прожекторный полк, авиационную транспортную группу (на самолетах Ли-2) и части обеспечения. Командовал авиационной группировкой Герой Советского Союза генерал-лейтенант авиации Сидор Васильевич Слюсарев.
На базе группы был создан центр по подготовке китайских специалистов, который действовал до ноября 1953 года. С 1 августа 1950 года авиационные полки группы параллельно с несением боевого дежурства указанием военного министра приступили к переучиванию личного состава частей ПВО НОАК. Обучение производилось на самолетах, которые как и имущество группировки в соответствии с постановлением Совета министров СССР от 21 июля 1950 года подлежали передаче китайскому правительству.
С 13 по 17 октября 1950 года была создана смешанная советско-китайская комиссия, которая произвела отбор переученного лётного состава, а также передачу и прием военной техники и материальных средств. По оценке комиссии, все переданное находилось в хорошем состоянии, а подготовленные китайские части ПВО были способны к самостоятельному ведению боя с одиночными и мелкими группами самолетов противника днем в простых метеоусловиях.
19 октября 1950 года вся система ПВО Шанхая была передана командованию НОАК, а подразделения группировки частично были возвращены в СССР, а части 106-й иад передислоцированы в Северо-Восточный Китай на границу с КНДР, где началось формирование 64-го истребительного авиационного корпуса.

## Участие в сражениях и битвах
- прикрытие прибрежных районов и объектов тыла в зоне Шанхайского района ПВО[1].

## Командование
- Генерал-лейтенант Батицкий Павел Фёдорович, с 14 февраля 1950 года по 1 сентября 1950 года;
- Генерал-лейтенант авиации Слюсарев Сидор Васильевич, с 1 сентября 1950 года по ноябрь 1950 года.

## Боевой состав
- Управление авиационной группы:
  - 106-я истребительная авиационная дивизия ПВО[1][7]
    - 29-й гвардейский истребительный авиационный Волховский полк[7][8] (командир — подполковник А. В. Пашкевич, 45 МиГ-15, аэродром Дачан)
    - 351-й истребительный авиационный полк[7][8] (командир — подполковник Макаров Валентин Николаевич, 45 Ла-11 прибыл с аэродрома Дальний на Сюйчжоу, затем перебазировался на аэродром Дзяньвань)
    - 829-й смешанный авиационный полк (полковник Семенов, 30 Ту-2 и 30 Ил-10, прибыл с аэродрома Дальний на Сюйчжоу, сформирован весной 1950 года в составе одной эскадрильи Ту-2 и двух эскадрилий Ил-10)[7]

  - транспортный авиационный отряд (Ли-2)
  - 52-я зенитная артиллерийская дивизия ПВО (командир — полковник С. Спиридонов)[1][7]
    - 1-й гвардейский зенитно-прожекторный полк (занял 19 позиций в районе Шанхая)
    - 64-й отдельный радиотехнический батальон воздушного наблюдения, оповещения и связи (4 парных поста в пунктах Цидун, Наньхой, Хайянь, Усянь, пост в пункте Хан Цзяолу)

  - Управление группы войск[1]
    - 278-й отдельный автотехнический батальон (Дачан)
    - 286-й отдельный автотехнический батальон (Дзяньвань)
    - 300-й отдельный автотехнический батальон (с октября 1949 года был в Китае, передислоцирован из Пекина в Сюйчжоу)
    - 240-я отдельная радиотехническая станция
    - 278-я отдельная автомобильная кислородо-добывающая станция
    - 45-я отдельная рота связи.

### Численный состав группы
Всего в состав группы войск входило:
- 118 самолетов (МиГ-15 — 39, Ла-11 — 40, Ту-2 — 10, Ил-10 — 25, Ли-2 — 4);
- 73 прожекторных станции;
- 13 радиотехнических станции;
- 116 радиостанций и 31 радиоприемник;
- 436 единиц автотранспорта.

## Итого боевой деятельности
Всего авиационные части группы произвели:
- на прикрытие аэродромов и объектов Шанхая, на перехват самолетов противника — 238 вылетов
- на учебно-боевую подготовку — 4676 вылетов
- на обеспечение полетов транспортной авиации — 193 вылета.

В шести воздушных боях летчики сбили шесть самолетов противника, не потеряв при этом ни одного своего:
- 2 тяжёлых бомбардировщика B-24 (один сбит огнём зенитной артиллерии китайских зенитно-артиллерийских полков)
- 2 бомбардировщика North American B-25 Mitchell,
- 2 истребителя North American P-51 Mustang
- 1 разведчик Lockheed P-38 Lightning.

Безвозвратные потери личного состава группы составили:
- Лётчик 351-го иап Макеев (7 марта 1950 года, при падении самолета в районе Шаньдунского полуострова[1]);
- Старший летчик 29-го гвардейского иап 324-й иад Простеряков Петр Владимирович, гвардии лейтенант (20 марта 1950 год. Похоронен на братском кладбище Циньюаньцзе в городе Даляне)[1].

## Награды
За отличное выполнение задания руководство НОАК объявило благодарность личному составу группы советских войск. Все военнослужащие были награждены китайской медалью «За оборону Нового Шанхая».
Указом Президиума Верховного Совета СССР от 15 декабря 1950 года (без публикации в печати) за отличное выполнение своего служебного долга были награждены

 орденом Ленина:
- майор Ю. Я. Колесников[1];
- капитан И. И. Шинкаренко[1][9];
- капитан Н. М. Гужев[1];
- старший лейтенант С. И. Володкин[1];
- старший лейтенант П. Ф. Душин[1][9];

 Орденом Красного Знамени:
- генерал-лейтенант авиации П. Ф. Батицкий[1];
- генерал-лейтенант авиации С. В. Слюсарев[1];
- полковник Б. А. Высоцкий[10];
- полковник С. Л. Спиридонов[1];
- полковник М. Н. Якушин[1];
- старший лейтенант Н. Н. Абрамович[1];
- старший лейтенант В. И. Люфарь[1];
- старший лейтенант В. Д. Сидоров[1];
- лейтенант С. А. Попов[1].